# Vanraure Hachinohe
Vanraure Hachinohe (ヴァンラーレ八戸), er en japansk professionel fodboldklub, baseret i Hachinohe, og de spiller i J3 League.

## Historiske slutplaceringer
| Sæson | Niveau | Liga      | Placering | Kilde |
| ----- | ------ | --------- | --------- | ----- |
| 2019  | 3.     | J3 League | 9.        | [ 1 ] |
| 2020  | 3.     | J3 League | 15.       | [ 2 ] |
| 2021  | 3.     | J3 League | 13.       | [ 3 ] |
| 2022  | 3.     | J3 League | 10.       | [ 4 ] |
| 2023  | 3.     | J3 League | 7.        | [ 5 ] |
| 2024  | 3.     | J3 League | 11.       | [ 6 ] |